# Claes Hellgren
Claes Göran Vilhelm Hellgren (* 27. Februar 1955 in Norrköping) ist ein schwedischer Handballtrainer, Fitnesstrainer und ehemaliger Handballspieler.

## Karriere
Claes Hellgren kam als Zwölfjähriger mit dem Handballsport in Berührung, als er die sowjetische Nationalmannschaft bei der Weltmeisterschaft 1967 auf dem Weg zur Halle traf. Obwohl er Linkshänder ist, spielte er als Torwart, weil sein Wurf nach eigener Aussage zu schlecht war.
Er spielte für die schwedischen Vereine Irsta HF, IF Guif und IK Heim. Mit IK Heim wurde er 1982 und 1983 schwedischer Meister. Anschließend wechselte er zum spanischen Erstligisten CDC Tres de Mayo in Santa Cruz de Tenerife auf der kanarischen Insel Teneriffa. Nach einem sechsten und einem neunten Platz in der División de Honor kehrte er 1985 zum HP Warta nach Schweden zurück. Mit Warta unterlag er im Schlussspiel 1986 Redbergslids IK. In der Saison 1986/87 pausierte er seine Spielerlaufbahn und trainierte die Frauen-Handballnationalmannschaft der Vereinigten Staaten, mit der er die Panamerikameisterschaft 1986 und die Panamerikanischen Spiele 1987 gewann. Danach wurde Hellgren Spielertrainer bei Irsta HF. Zudem betreute er die schwedische Juniorenauswahl. 1990 ging er nach Norwegen zu Stavanger IF, wo er ab 1991 nur noch als Trainer fungierte und die Mannschaft zur norwegischen Meisterschaft 1992 führte. Nach zwei weiteren Jahren als Trainer in Irsta übernahm er 1994 sowohl die weibliche als auch die männliche Nationalmannschaft der USA. Im Jahr 1995 gab er ein kurzes Comeback im Tor der Sushi Masters, mit denen er die amerikanische Meisterschaft feiern konnte. Mit den Frauen gewann er die Panamerikanischen Spiele 1995. Außerdem nahm er an der Weltmeisterschaft 1995 und den Olympischen Spielen 1996 in Atlanta teil. Mit den Männern nahm er an der Weltmeisterschaft 1995 und den Olympischen Spielen 1996 teil. Von 1996 bis 1999 war er Nationaltrainer der schwedischen Frauennationalmannschaft, mit der er den achten Platz bei der Europameisterschaft 1996 belegte. Mit IF Guif erreichte er 2001 noch einmal das Schlussspiel der schwedischen Liga, in dem Guif Redbergslids IK unterlag.
Von 2007 bis 2014 war Hellgren als Torwarttrainer beim dänischen Handballverband beschäftigt, von 2008 bis 2012 beim schwedischen Handballverband. Daneben arbeitete er für die Vereine Rhein-Neckar Löwen und AG Kopenhagen. Ab 2014 war er Fitnesstrainer beim schwedischen Fußballverein Hammarby IF. Ab 2018 war er Torwarttrainer bei Hammarby IF HF.

### Nationalmannschaft
In der schwedischen A-Nationalmannschaft debütierte Hellgren beim 19:16 gegen die Schweiz am 10. September 1976 in Trelleborg.
Er stand im Aufgebot für die Weltmeisterschaften 1978 (8. Platz), 1982 (11. Platz) und 1986 (4. Platz). Zudem belegte er mit Schweden den 5. Platz bei den Olympischen Spielen 1984 in Los Angeles und den Olympischen Spielen 1988 in Seoul. Insgesamt bestritt er 211 Länderspiele, in denen er zwei Tore erzielte.